# Список объектов всемирного наследия ЮНЕСКО в Латвии
В списке Всеми́рного насле́дия ЮНЕ́СКО в Латви́йской Респу́блике значится 3 наименования. Все объекты включены в список по культурным критериям, причём 1 из них признан шедевром человеческого гения (критерий i). Кроме этого, по состоянию на 2023 год, 3 объекта на территории Латвии находятся в числе кандидатов на включение в список всемирного наследия. Латвийская Республика ратифицировала Конвенцию об охране всемирного культурного и природного наследия 10 января 1995 года. Первый объект, находящийся на территории Латвии, был занесён в список в 1997 году на 21-й сессии Комитета всемирного наследия ЮНЕСКО.

## Список
В данной таблице объекты расположены в порядке их добавления в список всемирного наследия ЮНЕСКО.
| # | Изображение | Название                                                                | Местоположение | Время создания | Год внесения в список | №     | Критерии    |
| - | ----------- | ----------------------------------------------------------------------- | --- | -------------- | --------------------- | ----- | ----------- |
| 1 |             | Исторический центр Риги (латыш. Vecrīga)                                | Республиканский город: Рига |                | 1997 год              | № 852 | i, ii       |
| 2 |             | Геодезическая дуга Струве (латыш. Strūves ģeodēziskais loks) (2 пункта) | Край: Эргльский Республиканский город: Екабпилс (Совместно с Норвегией , Швецией , Финляндией , Россией , Эстонией , Литвой , Беларусью , Молдовой , Украиной ) | XIX век        | 2005 год              |       | ii, iii, vi |
| 3 |             | Старая часть города Кулдига и долина реки Вента (латыш. Kuldīga/Venta)  | Край: Кулдигский | С XIII века    | 2023 год              |       | v           |

## Предварительный список
В таблице объекты расположены в порядке их добавления в предварительный список. В данном списке указаны объекты, предложенные правительством Латвии в качестве кандидатов на занесение в список всемирного наследия.
| # | Изображение | Название                                                                             | Местоположение                    | Время создания | Год внесения в список | №    | Критерии   |
| - | ----------- | ------------------------------------------------------------------------------------ | --------------------------------- | -------------- | --------------------- | ---- | ---------- |
| 1 |             | Извилины Верхней Даугавы (латыш. Daugavas loki)                                      | Края: Даугавпилсский, Краславский | —              | 2011                  | 5610 | v, viii, x |
| 2 |             | Места и памятники эпохи викингов * Археологический комплекс Гробиня (латыш. Grobiņa) | Край: Гробинский                  | VIII—XII века  | 2011, 2017            | 6258 | iii        |

## Исключённые объекты
Часть объектов была ранее исключена ЮНЕСКО из Предварительного списка по той или иной причине.
Источники: , , 
| # | Изображение | Название                                                  | Местоположение                          | Время создания           | Год внесения в список | №    | Причина                                      |
| - | ----------- | --------------------------------------------------------- | --------------------------------------- | ------------------------ | --------------------- | ---- | -------------------------------------------- |
| 1 |             | Ливская деревня Кошрагс                                   | Край: Дундагский                        | 1582                     | 1987, 1996            | —    | Не включен в Предварительный список          |
| 2 |             | Военное кладбище и памятник Свободы в Риге                | Республиканский город: Рига             | 1913, 1915 и 1931 — 1935 | 1990, 1996            | 605  | Несоответствие критериям Всемирного наследия |
| 3 |             | Долина реки Абава                                         | Края: Кулдигский, Талсинский, Тукумский | —                        | 1999                  | 397  | Не зарегистрирован ЮНЕСКО                    |
| 4 |             | Деревянные здания Юрмалы (летние коттеджи в м/р Дзинтари) | Республиканский город: Юрмала           | XIX — XX вв.             | 2000                  | 1036 | Не зарегистрирован ЮНЕСКО                    |
| 5 |             | Даугавпилсская крепость                                   | Республиканский город: Даугавпилс       | 1810                     | 2005                  | —    | Не включен в Предварительный список          |